# Musée national d'anthropologie et d'ethnologie de Florence
Pour les articles homonymes, voir Musée national d'anthropologie.
Le Musée national d'anthropologie et d'ethnologie de Florence (Museo di storia naturale sezione di antropologia ed etnologia) est l'un des 6 départements du Musée d'histoire naturelle de l'université de Florence.
Initialement situé à l'Observatoire de Florence, il est installé depuis 1924, au Palazzo Nonfinito, via del Proconsolo.

## LePalazzo Nonfinito
Fondé en 1593 par Alessandro di Camillo Strozzi, le Palazzo Nonfinito est, comme son nom l'indique, resté inachevé. En 1869, Paolo Mantegazza y créa le Musée national d’anthropologie et d’ethnologie.

## Collections
Le musée a été fondé en 1869 par l'anthropologue Paolo Mantegazza, puis en 1922, il a été refondé en tant que premier musée italien consacré à l'anthropologie et à la recherche ethnographique. Géré par l'Université de Florence, il possède un énorme patrimoine de 25 000 pièces réparti sur 25 salles qui couvre la plupart des populations de la planète, issues de cultures africaines (notamment des anciennes colonies italiennes comme la Libye et la Somalie, mais aussi l'Éthiopie et l'Afrique subsaharienne), aux asiatiques (surtout indonésiens, mais aussi des steppes mongoles et les Ainous du Japon), des îles d'Océanie aux tribus indigènes de l' Amazonie.
Les découvertes ont commencé à converger depuis l'époque des Médicis, attirés par toute curiosité scientifique, jusqu'aux nombreuses expéditions des siècles suivants, parmi lesquelles se distingue la troisième expédition de Sir James Cook.